# ANATEL

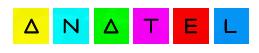
Logotipo de ANATEL

La Asociación Nacional de Televisión de Chile (ANATEL ; en français : Association nationale de la télévision du Chili) est l'association professionnelle chilienne rassemblant les chaînes de télévision diffusées en même temps avec une couverture nationale d'exploitation dans ce pays. Également organisatrice de l'événement Téléthon, cette organisation garantit le respect de la liberté d'expression, tout en préservant le respect des valeurs morales dans la télévision chilienne et joue un rôle important dans la télévision au Chili. Elle est fondée par Jorge Navarrete et son président actuel[Quand ?] est Bernardo Riveros Donoso.

## Membres
Les sept chaînes de télévision partenaires d'ANATEL sont :
| Chaîne      | Nom officiel                         | Propriétaire                                                           | Entrée          | Directeur(s) exécutif(s)                                                                            | Directeur des médias                                         | Site web |
| ----------- | ------------------------------------ | ---------------------------------------------------------------------- | --------------- | --------------------------------------------------------------------------------------------------- | ------------------------------------------------------------ | -------- |
| Telecanal   | Red de Telecanal S.A. (Canal 2 S.A.) | Alfa Tres S.A.                                                         | 5 décembre 2005 | Rodrigo Álvarez Aravena                                                                             | -                                                            | Web      |
| La Red      | Red Chilena de Televisión S.A.       | Alba Communications Group LLC - Grupo la Red S.A.                      | 17 mai 1991     | José Manuel Larraín Melo                                                                            | -                                                            | Web      |
| TV+         | TV+ SpA                              | Media 23 Spa (90%) Pontificia Universidad Católica de Valparaíso (10%) | 5 octobre 1957  | Martín Awad Cherit (Directeur géneral)                                                              | -                                                            | Web      |
| TVN         | Televisión Nacional de Chile         | État du Chili (públique)                                               | 24 octobre 1969 | Anita Holuigue Barros (Président du directoire) Francisco Guijón Errázuriz (Directeur exécutif)     | Marcela Abusleme Ramos                                       | Web      |
| Mega        | Red Televisiva Megavisión S.A.       | Mega Media (72,5 %) Discovery Inc. (27,5 %)                            | 23 octobre 1990 | Carlos Heller Solari (Président du directoire) Patricio Hernández Pérez (Directeur exécutif)        | Cristóbal Valenzuela Maulme                                  | Web      |
| Chilevisión | Red de Televisión Chilevisión S.A.   | Turner Broadcasting System                                             | 4 novembre 1960 | Jorge Carey Carvallo (Président exécutif)                                                           | María Paz Epelman                                            | Web      |
| Canal 13    | Canal 13 SpA.                        | Grupo Luksic                                                           | 29 août 1959    | Jorge Salvatierra Pacheco (Président du directoire) Maximiliano Luksic Lederer (Directeur exécutif) | Claudio Villavicencio Tobar (Directeur général de la presse) | Web      |

## Anciens membres

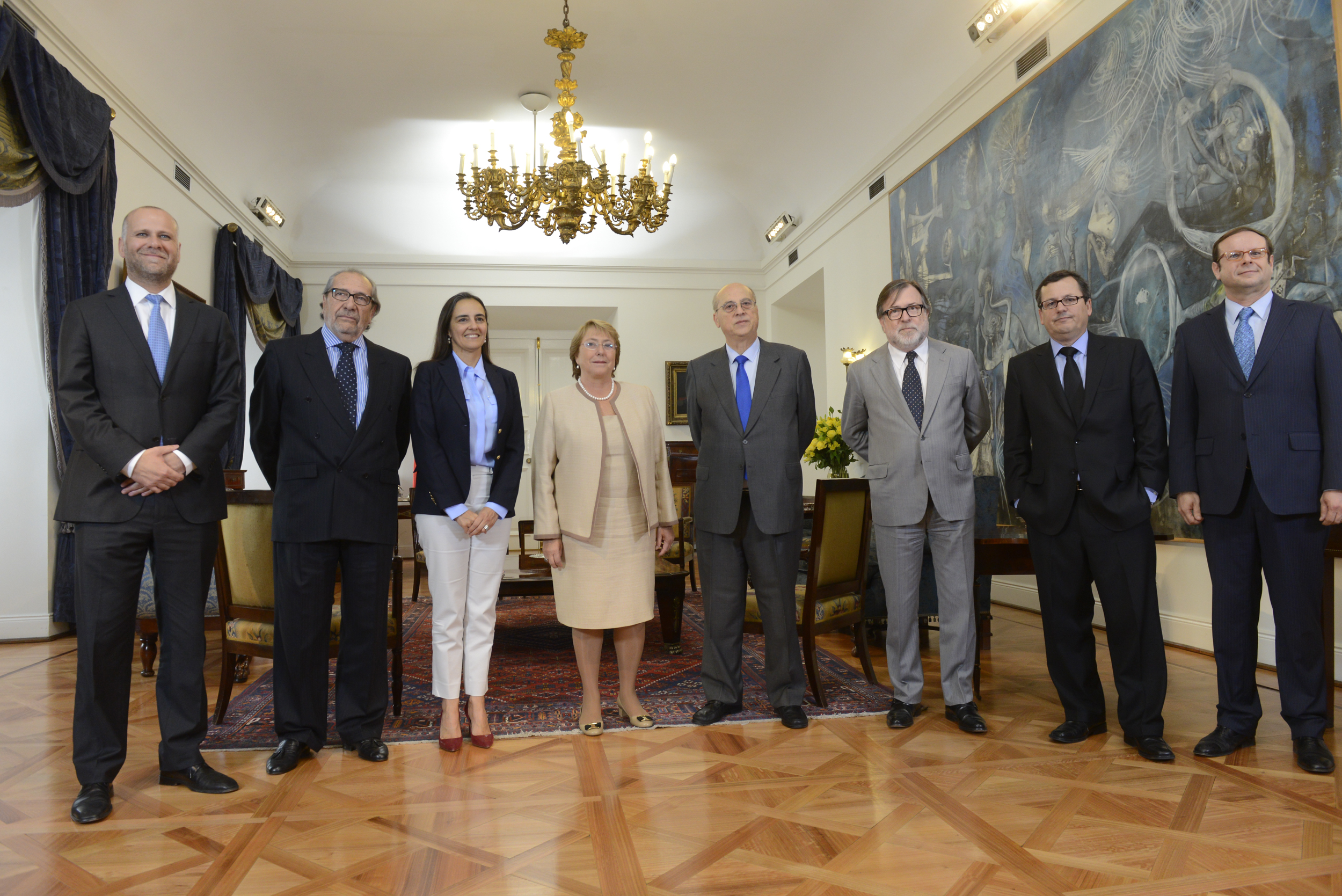
Représentants des chaînes ANATEL visitant la présidente Michelle Bachelet en 2015.

D'autres chaînes ont par le passé été affiliées à ANATEL :
- La Red : renonce à son adhésion le 17 juin 2014, en raison de la « perte de confiance qui est en train de se former entre les chaînes », puisque des personnalités seraient embauchées par des chaînes tout en étant encore sous contrat avec d'autres. En août 2018, La Red revient dans l'association et retrouve son statut de membre fondateur.